# Ernst Ludwig Kirchner und die Sanatorien
Ernst Ludwig Kirchner und die Sanatorien fasst die Sanatoriumsaufenthalte des expressionistischen Malers Kirchners (1880–1938), ihre Ursachen, biografischen Kontexte und künstlerischen Ergebnisse zusammen.

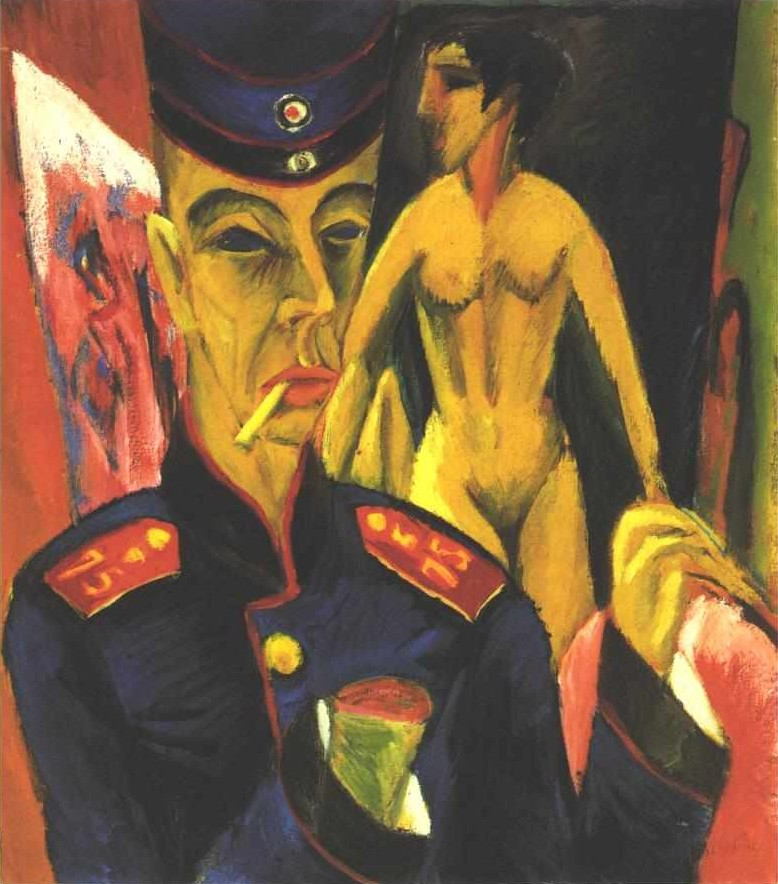
Selbstbildnis als Soldat

## Beginn der Leidensgeschichte
Kirchner selbst benennt als Beginn seiner Leidensgeschichte die Erlebnisse beim Militär im Ersten Weltkrieg. Zu einer ersten nachhaltig beängstigenden Erfahrung kam es, als Kirchner und seine Lebensgefährtin Erna Schilling aufgrund des Kriegsausbruchs Anfang August 1914 vorzeitig von Fehmarn nach Berlin zurückkehrten und wegen vermeintlicher Spionage verhaftet wurden. Um den Dienst bei der Infanterie zu vermeiden, meldete Kirchner sich 1915 als „unfreiwillig Freiwilliger“ zum Militärdienst. Trotz persönlicher Erleichterungen, die Hans Fehr, ein Freund Emil Noldes ihm verschaffen konnte, erlebte er die Rekrutenausbildung als traumatisierend und wurde mit Hilfe Fehrs zunächst vom Militärdienst beurlaubt und nach einem Rückkehrversuch in die Kaserne in Halle schließlich als dienstuntauglich entlassen. Ein sich auf diese Zeit beziehendes Werk ist das Selbstbildnis als Soldat, das ihn selbst in der Uniform des 75er Regiments mit roten Schulterklappen, rauchend und mit abgehackter rechter Hand zeigt. Der Akt seiner Lebensgefährtin Erna Schindler im Hintergrund hebt durch den Kontrast die Schrecken des Krieges, seiner möglichen Verstümmelungen und Verluste hervor und gibt einen Eindruck davon, wie stark Kirchner den als von ihm selbst als kapitalistisch abgelehnten Krieg miterlebte, auch wenn er selbst nicht als Soldat beteiligt war. An der Wand stehen unvollendete Werke, die der Künstler nicht mehr wird malen können.

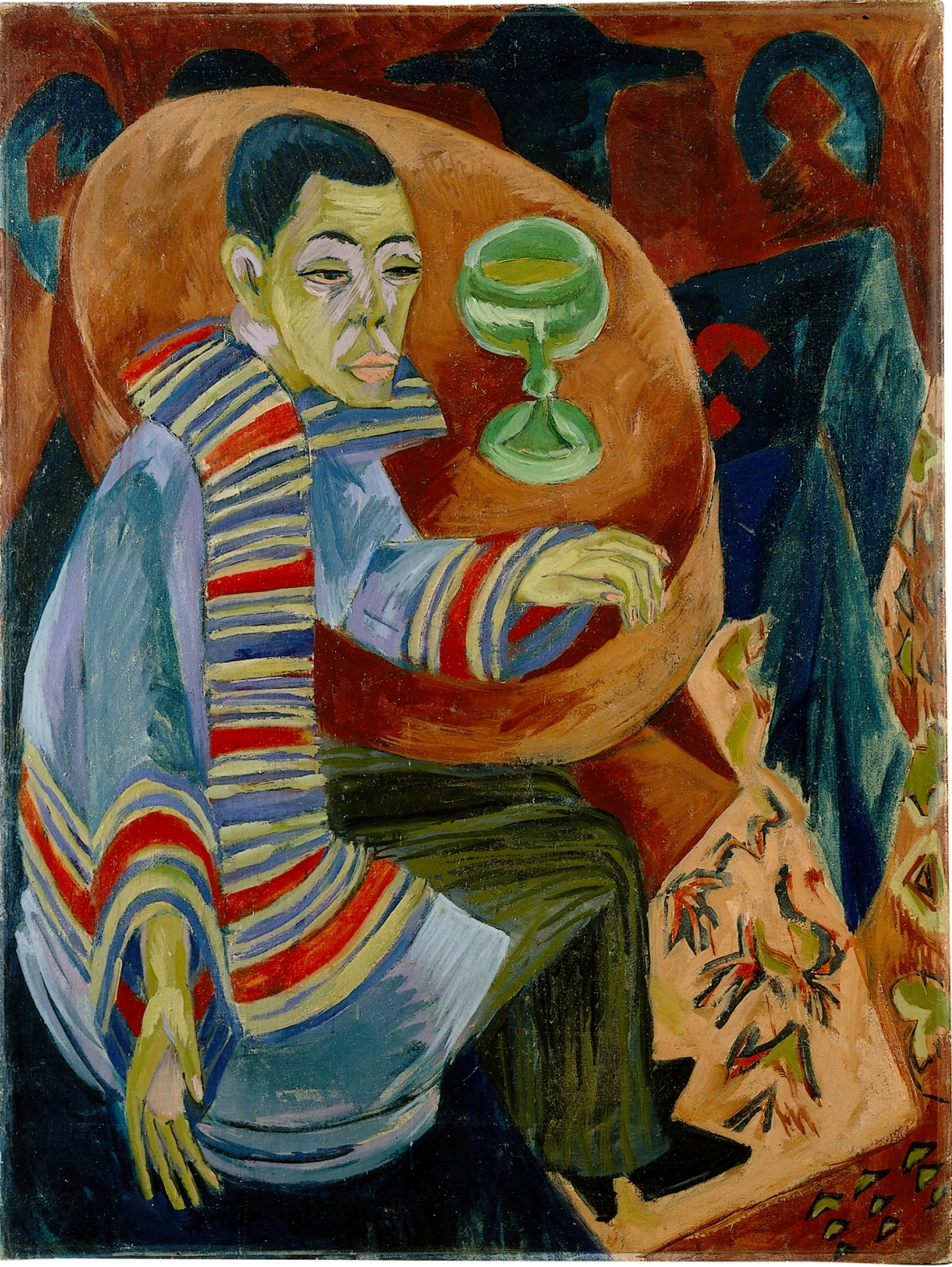
Der Trinker (Selbstbildnis)

Das Selbstbildnis als Trinker, das zunächst in Anknüpfung an Picassos Die Absinththrinkerin (1901) den Titel Der Absinthtrinker trug, verweist einerseits auf die bestehende Problematik des Alkohol- und Medikamentenmissbrauchs Kirchners. Das Bild wurde vor der Militärzeit gemalt, es zeigt auch, dass Kirchner sich dieser Problematik selbst bewusst war. Der Trinker sitzt in fahlblauen Kittel mit roten und grünen Streifen. Der gebeugte Oberkörper nimmt mit dem großen Kopf, der im Dreiviertelprofil aus dem Bild blickt, den Hauptblickpunkt des Bildes ein. Das Gesicht, das die Züge des Künstlers trägt, ist erstarrt zu einer graublauen, afrikanisch anmutenden Maske, die Augen „sehen das Nichts“. Übergroß thront auf dem schweren Tisch, neben dem Gesicht des Trinkers, der Weinpokal, der ihn so verwandelt hat. Die Perspektive ist verschoben. 

„Es sieht aus, als ob ein Erdbeben gewütet hätte, der rote Tisch, groß und schwer wie ein Mühlstein, hängt nach vorn, ein blauer Hocker scheint frei im kubistisch verschobenen Raum, zu schweben. Die fahlen Farben erinnern an das letzte Licht, das in einer totalen Sonnenfinsternis vergeht.“

 Trotz der konkreten Deutungsmöglichkeit im Kontext des Malers und seiner Suchtproblematik spiegelt es damit anderseits zugleich die Welt im Kriegszustand wider.

## Sanatoriumsaufenthalte in Königstein

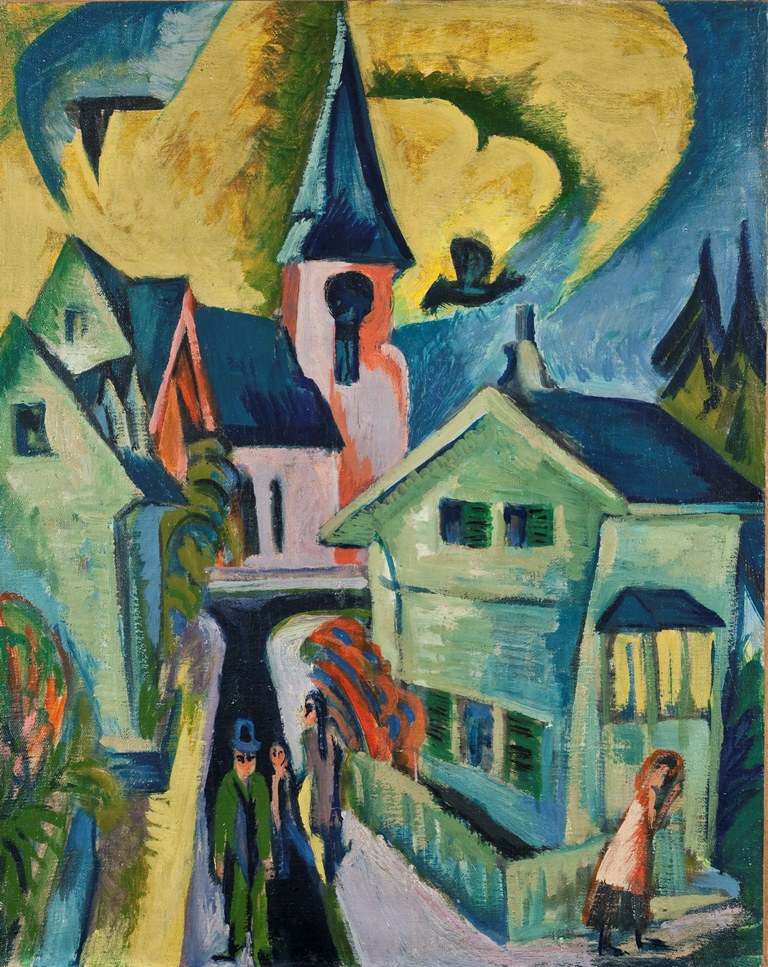
Königstein mit roter Kirche 1916

Kirchner hielt sich von Dezember 1915 bis Januar 1916, von Mitte März bis Mitte April 1916 und dann noch einmal von Anfang Juli bis Mitte Juli 1916 im Sanatorium in Königstein auf. Zu den Aufenthalten war er durch Freunde motiviert worden, die sich um seine schlechte gesundheitliche Verfassung sorgten. Er selbst sah die Aufenthalte auch als aktiven Versuch an, sich einer Einberufung an die Front zu entziehen. Zu den dort von dem Leiter des Sanatoriums, Oskar Kohnstamm, der sich auch mit den sogenannten Kriegsneurosen beschäftigt hatte, gestellten Diagnosen gehören neben einer „allgemeinen Schwäche der Konstitution“, einem „nervösen Erregungszustand“ mit Schlaflosigkeit, die Abhängigkeit von Veronal, Alkoholsucht und eine drohenden Morphiumabhängigkeit. Anneliese Kohnstamm, die Tochter des Arztes schrieb in ihren Erinnerungen: „Er schien von Zigaretten und Veronal zu leben. Der Alpdruck des Krieges und der Gedanke an die Front schienen ihn zu verzehren.“
Trotz der gesundheitlichen Krise waren die Jahre eine künstlerisch kreative Zeit. Kirchner wurde darin durch den an seinem Werk interessierten Oskar Kohnstamm unterstützt, der ihm unter anderem Gebäudeausmalungen im Sanatorium vorschlug. Zunächst hatte Kirchner die Idee, im Speisesaal nach dem Vorbild der Sixtinischen Kapelle ein Deckengemälde zu schaffen, was aber auf Widerstand stieß. Daraufhin stellte ihm Kohnstamm den etwas abseits gelegenen Brunnenturm zur Verfügung, in dem Kirchner nach zwischenzeitlich in Berlin vorbereiteten Entwürfen innerhalb von sechs Wochen auf einer Fläche von 32 m² eine fünfteilige Wandmalerei schuf. Mit seinen „paradiesischen“ Szenen und Badeszenen am Meer, die motivisch an die Zeit auf Fehmarn anknüpften und als sehnsüchtiger Gegenentwurf zur bestehenden Kriegssituation angesehen werden können, entstand die möglicherweise bedeutendste Wandmalerei des deutschen Expressionismus. In einer Beschreibung des Kunsthistorikers Max Sauerlands heißt es:

„Kirchner hat in einem sehr unbequemen Treppen-Durchgangsraum Wandbilder gemalt, in denen die Aufgabe mit beinahe übermütiger Unbedenklichkeit und Frische aufgefaßt und ausgeführt wurde. Es ist etwas unbeschreiblich Jugendliches, beinahe Jungenhaftes, etwas im schönsten Sinne Quattrocentistisches im Stil dieser Meer- und Badebilder, eine Wasser- und Badefröhlichkeit, eine unmittelbare Lebensnähe und zugleich eine rein künstlerische Wirklichkeitsentrücktheit, die mir als in ihrer Art vollkommene Leistung erscheint.“

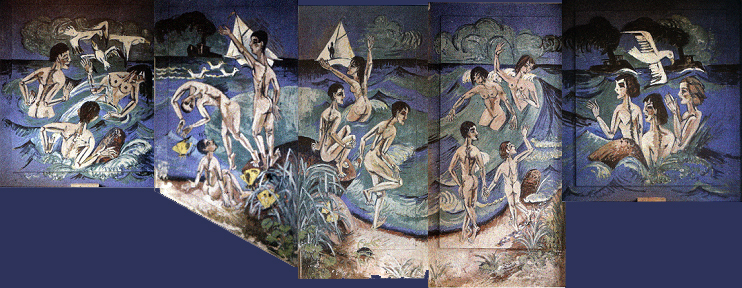
Badeszenen auf Fehmarn, Fotos aus der Wandmalerei Königstein 1916, zusammengefügt

Sie wurde 1938 von nationalsozialistischen „Bilderstürmern“ unwiederbringlich zerstört. Ferner entstanden in dieser Zeit insgesamt acht Skizzenbücher, Entwürfe für Denkmäler und etwa 20 Ölbilder.

## Aufenthalt im Nervensanatorium in Berlin-Charlottenburg

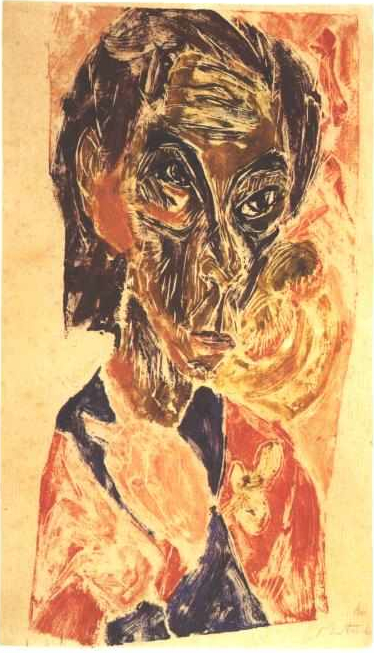
Kopf des Kranken (Selbstbildnis) 1917

Nach Berlin zurückgekehrt bat Kirchner im Dezember 1916 um Aufnahme in die Nervenklinik von Karl Edel in Berlin-Charlottenburg. Bei der Klinik, die auch Asyl für Gemütskranke oder Edelsche Heilanstalt genannt wurde, handelte es sich ebenfalls um eine Privatklinik, die damals vermutlich schon von den Söhnen Max und Paul Edel geführt wurde. Da in der Literatur stets nur von „Dr. Edel“ die Rede ist, ist daher unklar, wer von ihnen die Verdachtsdiagnose einer Syphilis stellte, die unbehandelt als Neurolues auch psychische Symptome hervorrufen kann. Eltern und Bruder holten Kirchner aber schon Anfang 1917 wieder aus der Klinik zurück. Der befreundete Philosoph Eberhard Grisebach, der mit einer Tochter des Ehepaars Spengler verheiratet war, hatte sich inzwischen erfolgreich für eine Betreuung durch seine Schwiegermutter, Helene Spengler, der Frau des Lungenarztes Lucius Spengler in Davos eingesetzt. Dabei setzte man auf einen positiven Einfluss der Natur und der Bergluft, ebenso dürfte aber auch der Wegzug aus dem Kriegsdeutschland in die neutrale Schweiz eine Rolle gespielt haben. Kirchner nahm den Vorschlag daher mit Freuden an und brach am 15. Januar 1917 nach Davos auf. Kirchner selbst scheint die eher somatische Interpretation seiner Leiden durch Edel auch im Sinne der Entlastung genutzt zu haben. So schreibt er am 8. April 1917 an Irene Euken: 
 Für Irene Eucken (1863–1941), der Frau des Nobelpreisträgers Rudolf Eucken illustrierte er trotz seines schlechten Gesundheitszustandes den Ausstellungskatalog für ihre Kleider aus der Stickstube mit Holzschnitten und kümmerte sich bis hin zu Papierauswahl und Druck um das Gelingen des Kataloges.

## Sanatoriumsaufenthalt in Kreuzlingen

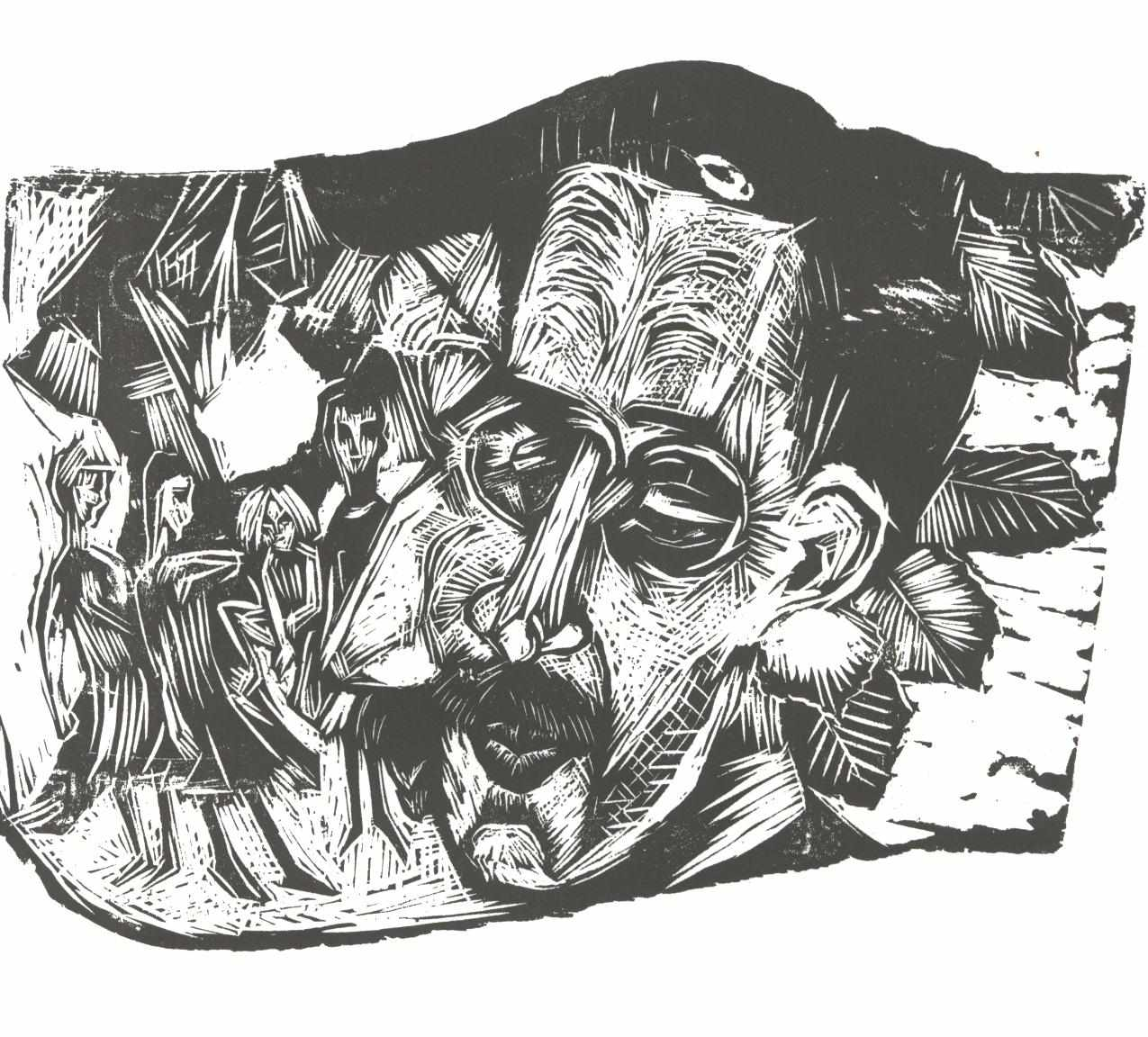
Ludwig Binswanger

In Davos zog Kirchner mit seiner Pflegerin in eine angemietete Hütte auf die über der Stadt gelegene Stafelalp. Er erhoffte sich, in der Einsamkeit der Natur Genesung zu finden, war künstlerisch produktiv, litt aber weiterhin unter der Angst, in den Krieg geschickt zu werden. Das äußerte sich in verschiedenen psychosomatischen Beschwerden, die er mit den bereits bekannten Mitteln zu bekämpfen suchte. Der befreundete Architekt Henry van de Velde fand ihn bei einem Besuch abgemagert, fiebrig, unter Lähmungen der Hände, Unsicherheit im Stehen und wahnhaft anmutenden Ängsten leidend, vor. Auf seine Initiative hin und mit seiner finanzieller Unterstützung verbrachte Kirchner ab Mitte September 1917 zehn Monate im Sanatorium Bellevue in Kreuzlingen im Thurgau, wo er von dem Psychiater und Psychoanalytiker Ludwig Binswanger betreut wurde.
Das private psychiatrische Sanatorium zeichnete sich durch eine Kombination von psycho- und physiotherapeutischen, diätetischen und milieutherapeutischen Maßnahmen aus, die sehr individuell auf die Patienten abgestimmt wurden. So erwähnte Kirchner selbst positiv auch die Elektrotherapie, die in dieser Zeit sehr neu war und im Bellevue durchgeführt werden konnte (nicht zu verwechseln mit der erst ab den 1930er Jahren in Psychiatrien durchgeführten Elektrokrampftherapie).
Kirchner erholte sich in dieser Umgebung zunächst so weit, dass er schon nach drei Wochen wieder malen konnte, was räumlich und durch die Herbeischaffung der notwendigen Materialien ermöglicht wurde. Vom 22. März bis 10. April 1918 weilte Nele van de Velde im Sanatorium Bellvue und befreundete sich mit Kirchner. Er porträtierte sie mehrfach, beriet sie künstlerisch, auch im Hinblick auf druckgrafische Techniken. Sie wiederum versorgte ihn mit Literatur, Farben und Papier.
Auch kümmerte er sich um die Wiederherstellung des Kontaktes zu seiner Lebensgefährtin Erna Schilling, die im Atelier in Berlin auf eine Ausreisegenehmigung hatte warten müssen. Sie schrieb über ihren ersten Besuch im Bellevue: „Er hat erstmals in den Ärzten des Hauses und auch in seiner persönlichen Pflege Menschen gefunden, die ihn in jeder Hinsicht fördern und seiner Eigenart entsprechend behandeln.“ Freunde, die ihn besuchen, berichteten über eine erstaunlich schnelle Besserung seines Gesundheitszustandes und die Rückkehr seiner Schaffenskraft. Waren die Besucher wieder fort, zeigten sich aber weiterhin schwerwiegende depressive Zustände, die sich auch in einer stark selbstkritischen Haltung zu den gemalten Bildern äußerten: „Mit meinen Bildern habe ich jetzt kein Glück. Sie sehen etwas roh aus. Es ist sehr schwer, aus dem ungeheuren Formen und Farbenreichtum etwas Ganzes zu formen.“ Während er seine Gedanken zur Kunst in dieser Zeit immer klarer formulieren konnte, machten ihm die Lähmungserscheinungen in der Händen in der praktischem künstlerischen Arbeit immer wieder zu schaffen. So holte ihn die auf dem Selbstbildnis als Soldat ausgedrückte Befürchtung in abgeschwächter Form als psychogenes Symptom ein.

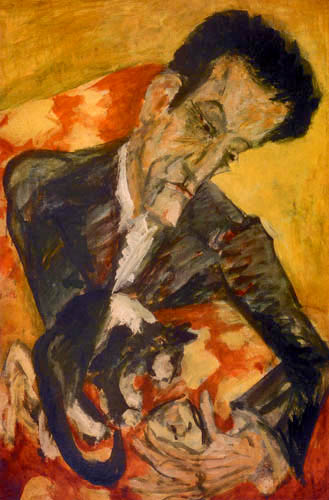
Julius Schaxel mit Katze (1917/1918)

Im Sanatorium herrschte – auch durch die Besucher – ein anregendes geistig-kulturelles Leben, das Kirchner dankbar annahm. Die Begegnungen schlugen sich in seinen Werken aus den Jahren 1917/18 nieder. Die Porträts seiner treuen Freunde und Förderer van der Velde und Botho Graef hingen über seinem Bett. Ludwig Binswanger wurde ihm zum Freund wie auch dessen Schwiegermutter, Marie-Luise, geborene Meyer-Wolde, die sich sehr um ihn kümmerte und eine anregende Gesprächspartnerin war und die Kirchner porträtierte (Holzschnitt Dube 315/II). Der Biologe Julius Schaxel, der ebenfalls im Bellevue verkehrte und von Kirchner porträtiert wurde, beschrieb das krankhafte, oft an die Grenze des Wahns gehende Misstrauen des Künstlers ebenso wie seine beeindruckende künstlerische Energie. Auch Kirchner selbst deutete diese Grenze an, wenn er nachträglich über die im Bellevue entstandenen Holzschnitte schrieb: 

„Sie entstanden in einer sehr schweren Zeit, in der ich die unendlichen Anregungen von Herrn Dr. Ludwig [Binswanger] mit der Umformung des eigenen Lebens zu vereinigen hatte. Durch das körperliche Leiden im Schaffen sehr behindert, schwankte ich manchmal um Haaresbreite an der Grenze hin, wo die Verständigung mit den anderen aufhört.“

Eine im März 1918 in Zürich stattfindende Ausstellung seiner Werke versetzte ihn in große Aufregung, er reiste selbst dorthin, um die Hängung zu prüfen und kehrte beruhigt zurück. Mit Hilfe eines Pflegers stellte er eine über 250 Blatt zählende Sammlung zusammen, die er als Stiftung für Botho Graef nach Jena senden ließ. So verlief die Behandlung insgesamt günstig und Kirchner kehrte mit neuem Lebensmut nach Davos zurück, auch in der Gewissheit, dass er im kommenden Herbst noch einmal nach Kreuzlingen zurückkehren könnte. Am 9. Juli 1918 meldete Kirchner sich vom Einwohnermeldeamt in Kreuzlingen ab und reiste mit Erna und dem Pfleger Brüllmann nach Davos auf die Stafelalp, wo er von den Bewohnern sehr herzlich empfangen wurde. Im September 1918 reiste Erna ohne ihn nach Kreuzlingen, um die dort verbliebenen Werke abzuholen. Kirchner schloss damit seine Behandlung dort endgültig ab und bedankte sich bei Ludwig und Otto Binswanger mit dem Geschenk eines Zyklus von Holzschnitten, Illustrationen zum „Triumph der Liebe“ von Francesco Petrarca.
Ludwig Binswanger besuchte die Kirchners anlässlich eines Aufenthaltes in Davos auf der Stafelalp und konnte sich von der Besserung seiner Gesundheit überzeugen.

## Davos
In Davos wurde Kirchner in seinen immer wiederkehrenden Leiden medizinisch bis zu seinem Tod von Frédéric Bauer betreut, der Chefarzt Davoser Parksanatoriums, dem ehemaligen Sanatorium Turban, war. Er war ihm nicht nur Arzt, sondern auch Freund und Vertrauter und zugleich sein Sammler. Im Laufe der Jahre erwarb er mehr als 400 Arbeiten Kirchners.
Zur weiteren Lebenszeit und zum Tod Kirchners siehe den Hauptartikel Ernst Ludwig Kircher: Davoser Zeit.

## Bilder (Auswahl)

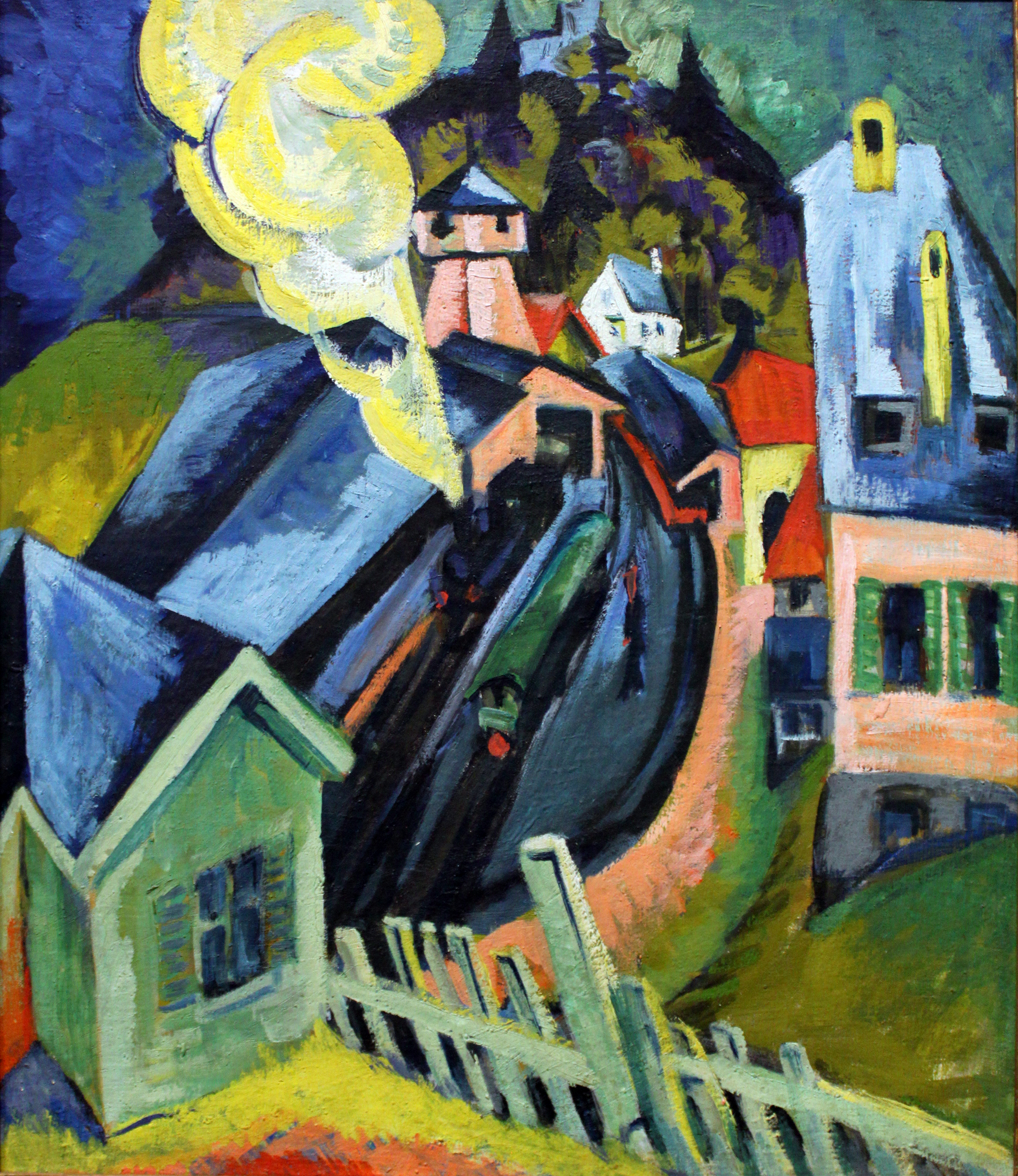
Bahnhof Königstein 1916
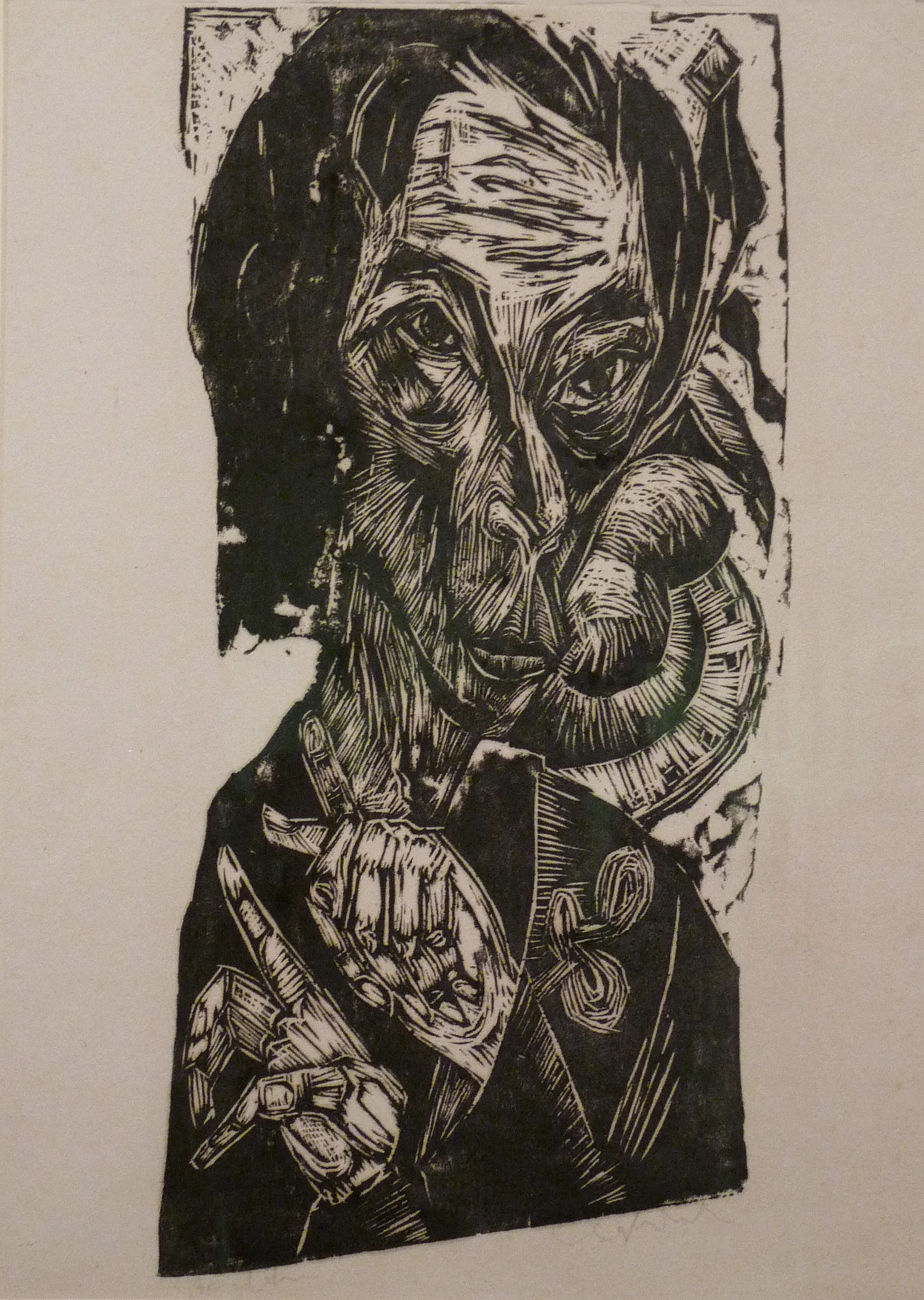
Kopf des Kranken I-1917
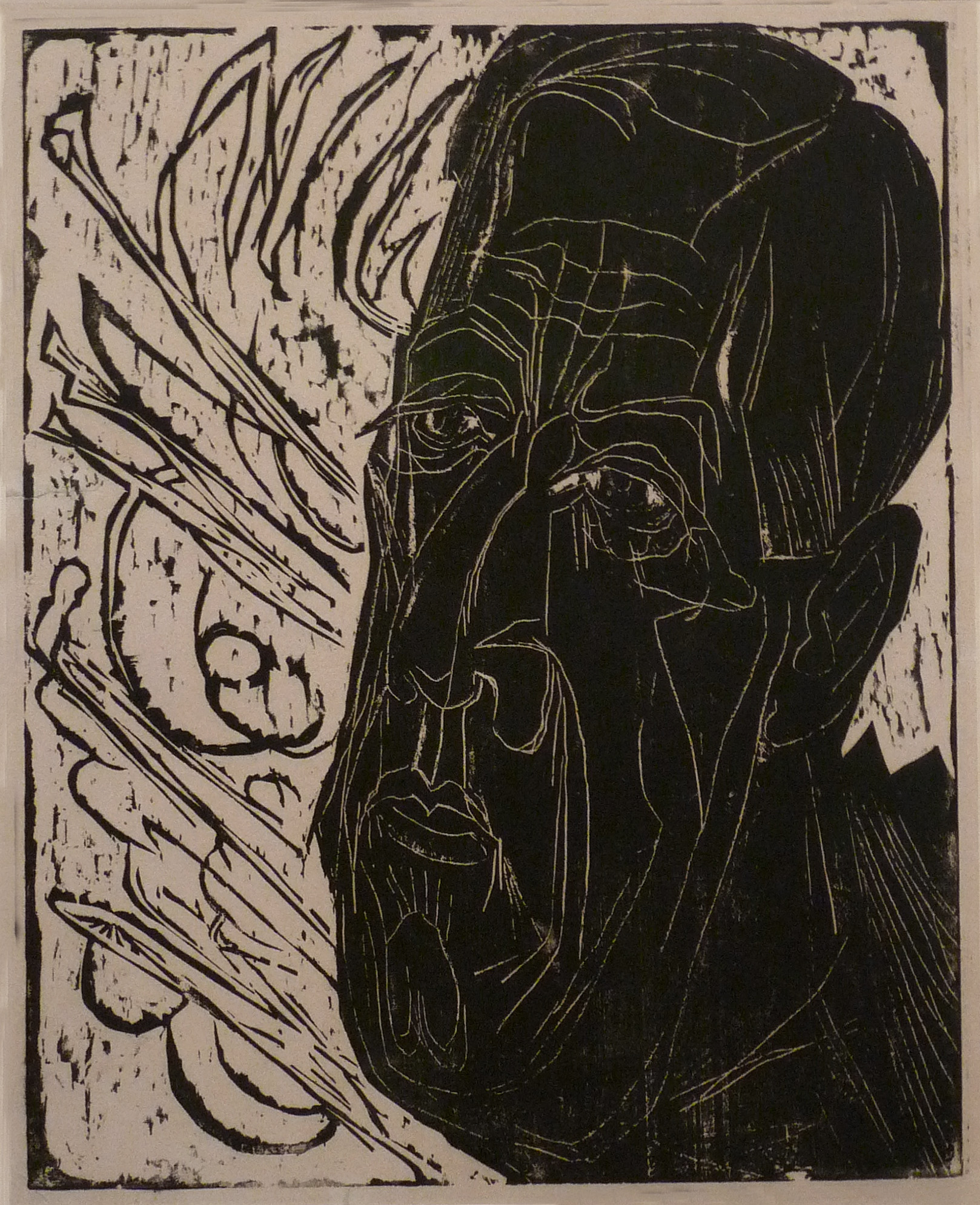
Kopf des Kranken II-1917
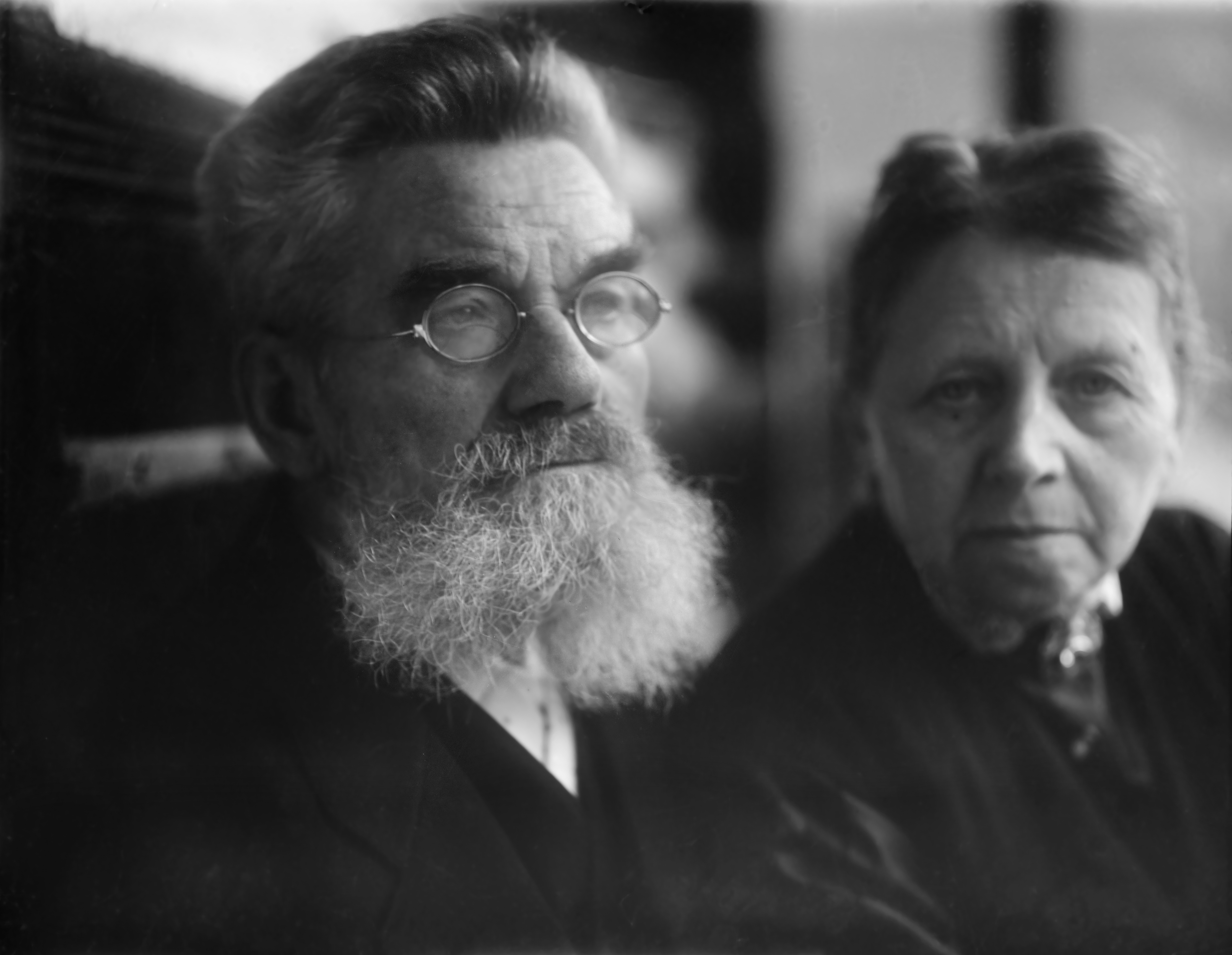
Die Eltern Ernst und Maria Kirchner 1917
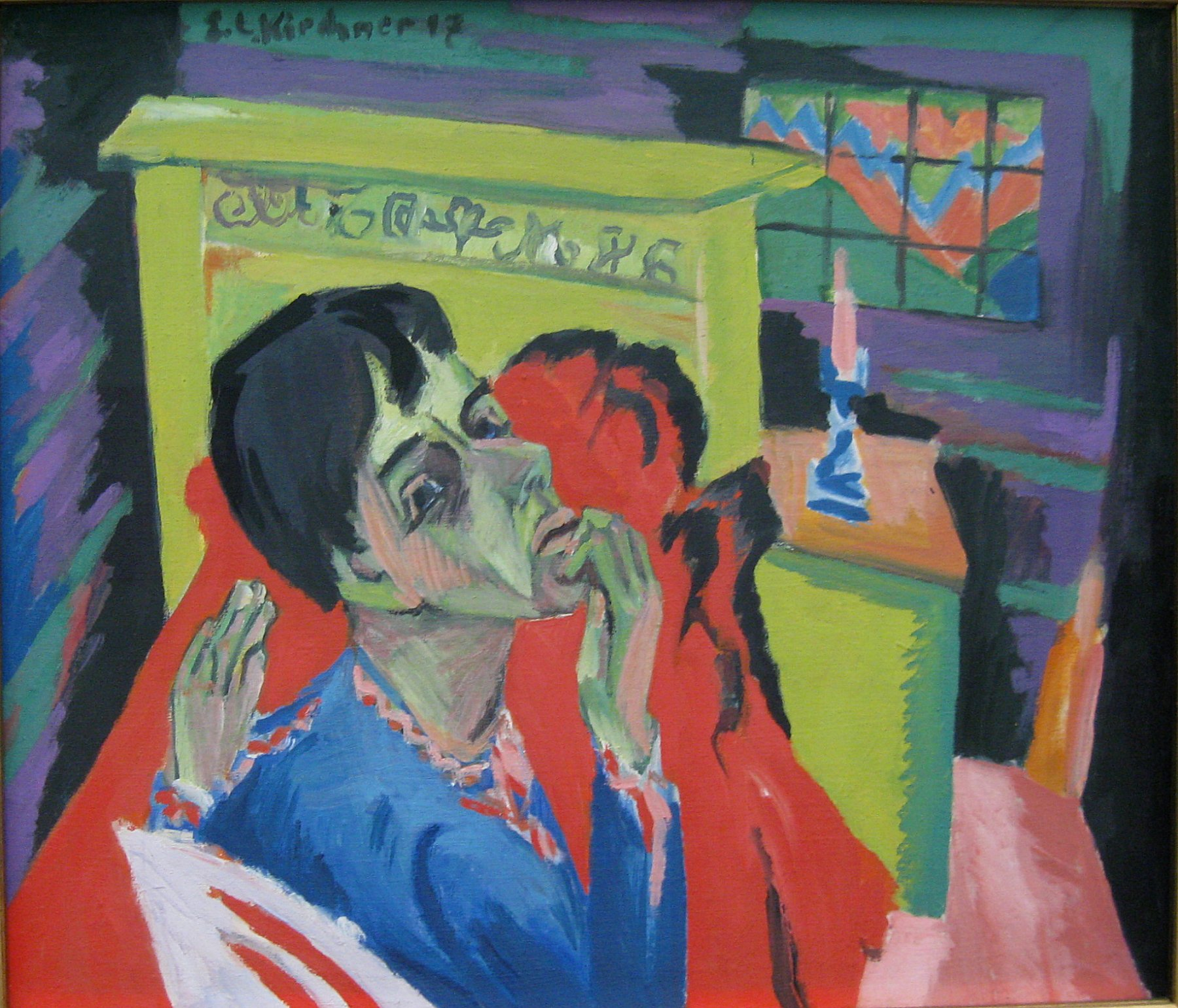
Selbstbildnis als Kranker 1918
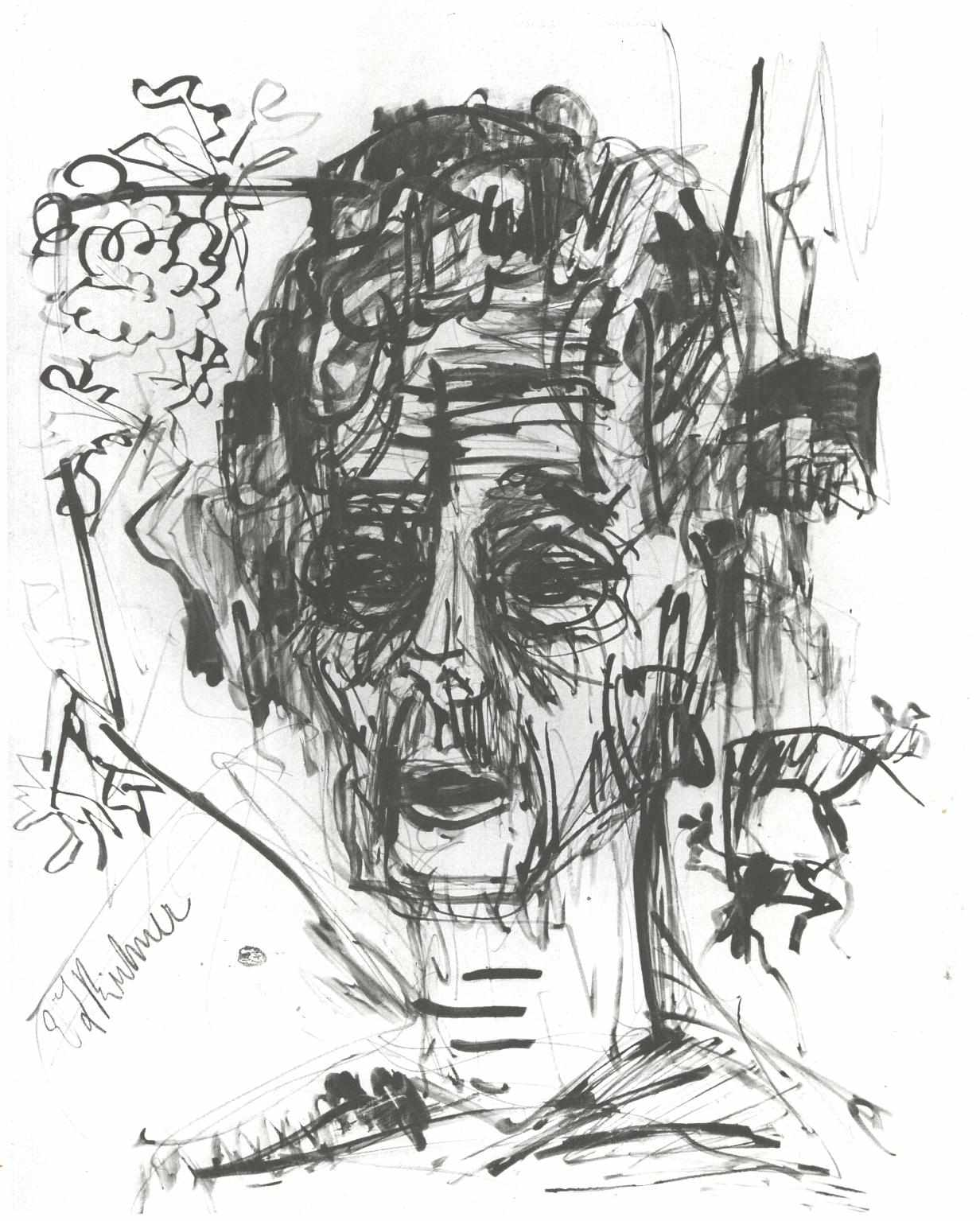
Selbstbildnis unter Morphium
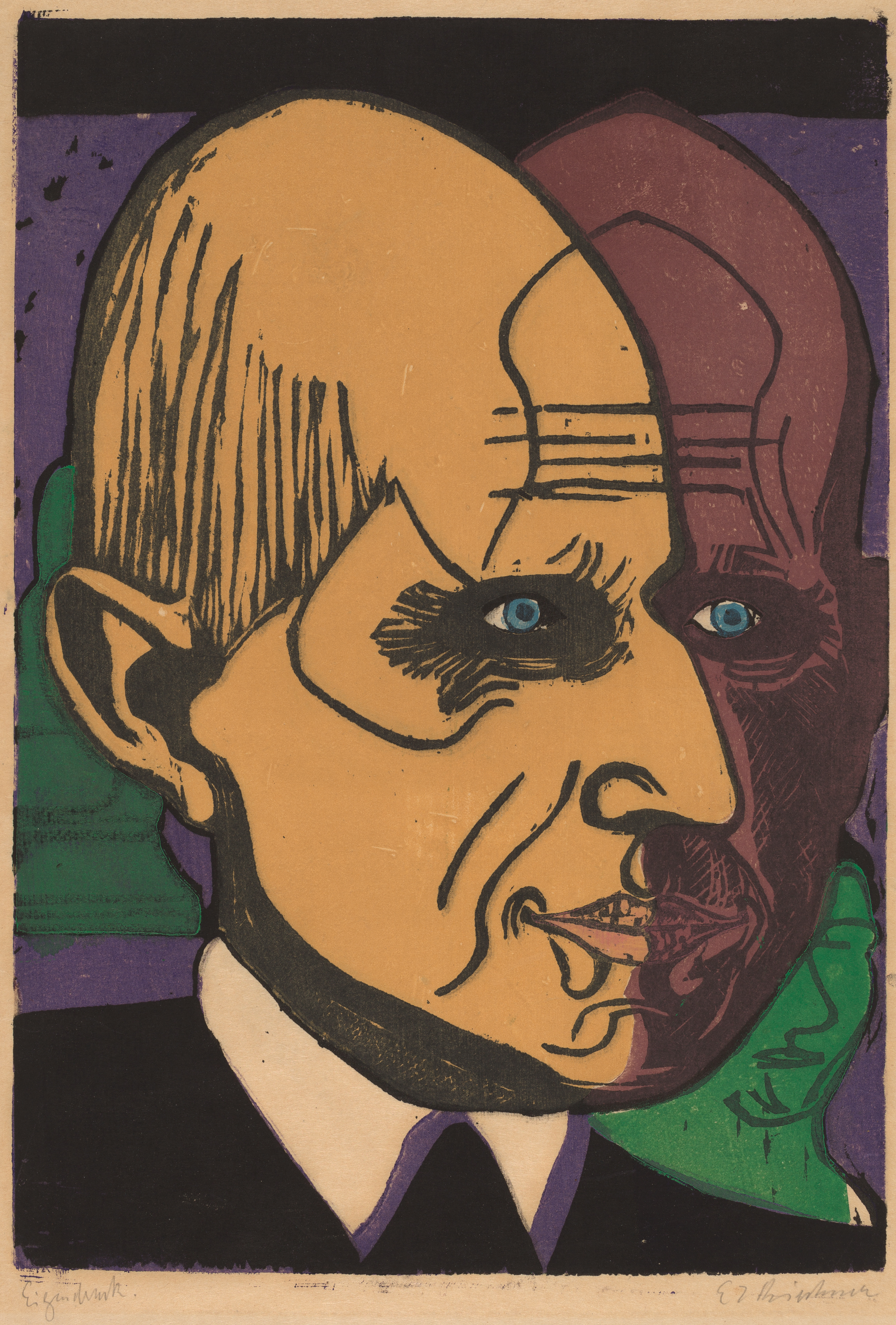
Kopf Dr Bauer